# إسحاق غينسبيرغ
إسحاق غينسبيرغ (بالإنجليزية: Isaac Ginsburg)‏ هو عالم حيوانات أمريكي، ولد في 19 أغسطس 1886 في ليتوانيا، وتوفي في 2 سبتمبر 1975.